# ずっと 好きでいいですか
「ずっと 好きでいいですか」（ずっと すきでいいですか）は、松浦亜弥の16枚目のシングル。2005年2月23日に発売された。

## 概要
前作から約4ヶ月ぶりのシングル。「リアル」をテーマに制作された。
初回限定盤はスペシャル・パッケージ仕様となっており、ハロプロフォトカード封入されている。
レコーディングディレクターはたいせー。
「洋服の青山」CMソング。
オリジナルアルバム・ベストアルバム共に未収録となっている。

## 収録曲
（全作詞：つんく）
1. ずっと 好きでいいですか [4:05]
作曲：今井千尋、編曲：鈴木Daichi秀行・小西貴雄
2. 夢 [4:42]
作曲：つんく　編曲：鈴木俊介
3. ずっと 好きでいいですか（Instrumental） [4:03]

## 参加ミュージシャン
ずっと 好きでいいですか
- 全ての楽器：鈴木Daichi秀行
- コーラス：松浦亜弥

夢
- プログラミング&ギター：鈴木俊介
- ドラム：佐野康夫
- ベース：立花泰彦
- ハモンドオルガン：小川文明
- トランペット：小林太
- トロンボーン：野村裕幸
- テナーサックス：竹上良成
- コーラス：松浦亜弥・稲葉貴子